# NGC 484
NGC 484 es una galaxia elíptica de la constelación de Tucana. 
Fue descubierta el 28 de octubre de 1834 por el astrónomo John Herschel.